# The Room (pel·lícula de 2019)
The Room és una pel·lícula de thriller en anglès del 2019 coescrita i dirigida per Christian Volckman i protagonitzada per Olga Kurylenko, Kevin Janssens, Joshua Wilson, John Flanders i Francis Chapman. La pel·lícula segueix una parella jove que descobreix una manera de satisfer tots els seus desitjos materials, però després van massa lluny. Es va estrenar el 15 d'abril de 2019 al Festival Internacional de Cinema Fantàstic de Brussel·les.

## Argument
Matt i Kate, una parella jove, es traslladen a l'estat de Nova York, després d'haver comprat una casa. Durant la renovació, descobreixen una gran habitació amagada i que un assassinat es va produir a la propietat dècades abans.
Aquella nit, Matt s'assabenta que l'assassí és un "John Doe" i que encara està viu i en un hospital psiquiàtric. També descobreix sense voler que la Sala pot concedir qualsevol desig. Li diu a Kate i a tots dos que deixen la feina amb l'habitació proporcionant tot el que desitgen.
Kate cau en depressió quan s'adona que res del que desitgen té un valor real. Per animar-la, Matt li diu que vol intentar tenir un fill, però ella s'enfada i li recorda dos avortaments involuntaris anteriors. Ella exclama que no pot tornar a superar aquest dolor i surt de l'habitació, però acaba utilitzant l'habitació per crear un nadó, Shane. Matt vol que utilitzi l'habitació per destruir el nadó, però ni ella ni Matt són capaços de fer-ho. Més tard, Matt va a visitar "John Doe".
A l'hospital, Matt parla amb "John Doe", que adverteix que ell i la seva dona haurien de sortir de casa i oblidar l'habitació. Matt descobreix que els objectes creats a l'habitació envelleixen com a pols quan creuen el llindar de la casa. Kate li diu a Matt que porta el nadó a prendre aire fresc; intenta dissuadir-la però finalment no l'atura. Una vegada que el nadó és a l'aire lliure, envelleix a un nen petit en qüestió de segons; La Kate crida per Matt, que surt corrent i torna a portar a Shane a la casa.
El matrimoni de la parella es deteriora a mesura que Kate intenta ser mare de Shane, mentre que Matt l’ignora. Shane s'impacienta i s'avorreix ja que la Kate no li permetrà sortir de casa, dient-li que està malalt i que a fora hi ha gèrmens. Aviat Shane descobreix l'habitació i fa una zona exterior dins d'ella, provocant una discussió entre els pares. "John Doe" truca a la llar i li revela a Matt que era un desig de nen concedit per l'habitació i que és viu perquè els seus pares van morir, la qual cosa li va permetre formar part del món real. Li diu a Matt que si la Kate mor, en Shane podrà viure fora de casa. La Kate escolta la conversa i intenta xocar el seu cotxe, però no pot fer-ho. Quan ella torna, la parella es reuneix i té relacions sexuals, sense saber-ho, en Shane la mira.
L'endemà al matí, descobreixen que Shane ha sortit a l'exterior i s'ha convertit en un adolescent, tot i que encara té la ment d'un nen i està enfadat amb Kate per haver-li mentit sobre els gèrmens. Això provoca un altercat i Kate i Matt queden noquejats. Shane utilitza l'habitació per ampliar encara més la zona exterior i duplicar la casa dins d'ella. Es transforma en Matt i segresta a Kate a la casa clonada.
Matt es desperta poc temps després i busca la Kate. Descobreix la casa clonada i irromp mentre Shane intenta violar la Kate. Kate empeny Shane per les escales i tots dos intenten escapar, però s'adonen que Shane va utilitzar l'habitació per fer un laberint a la casa clonada. Shane els troba a la casa i apunyala i mata en Matt, però s'adona que Matt i Kate han utilitzat l'habitació per replicar-se, i que els veritables Matt i Kate s'han escapat. En última instància, enganyen a Shane perquè surti a l'exterior, on envelleix ràpidament i mor, deteriorant-se en un munt de pols.
Un mes després la parella va abandonar la casa i viuen en un motel. Kate prova impactada una prova d'embaràs positiva.

## Repartiment
- Olga Kurylenko com a Kate
- Kevin Janssens com a Matt
- Joshua Wilson com a Shane (nen)
- John Flanders com a John Doe
- Francis Chapman com a Shane (adolescent)
- Vince Drews com a Chet
- Marianne Bourg com a Suzanne
- Oscar Lesage com Henry
- Carole Weyers com a Sra. Schaeffer
- Michaël Kahya com el Sr. Schaeffer

## Llançament
El 2019, la pel·lícula va ser seleccionada oficialment per al Festival Internacional de Cinema de Hof (Alemanya), LII Festival Internacional de Cinema Fantàstic de Catalunya (Espanya) i Festival Internacional de Cinema Fantàstic de Bucheon (Corea del Sud),   Festival Internacional de Cinema Fantàstic de Brussel·les (Bèlgica), Festival Internacional de Cinema Fantàstic de Neuchâtel (Suïssa), Festival de Cinema d'Ostende (Bèlgica).

## Recepció
The Room va rebre ressenyes mixtes i positives de la crítica. A Rotten Tomatoes, la pel·lícula té una puntuació d'aprovació del 71 % basada en 14 ressenyes, amb una valoració mitjana de 5,8/10. Allociné enumera cinc ressenyes de premsa, per a una mitjana de 2,6/5.
Per Culturopoing, The Room s'inspira en els codis de pel·lícules de gènere de la dècada dels 80 «a diferència de Richard Matheson, Christian Volckman fracassa quan intenta ser metafísic  (…) però The Room és una d'aquelles obres agradables que no es veu tan fàcilment en els anys 80, com les que van florir al cinema Orient Express de Les Halles i que ens vam afanyar a descobrir abans que les traguessin dels cinemes.}}
Per Les Inrockuptibles, aquest fantàstic thriller manca de credibilitat «llarga successió de girs, cada un més improbable que l'altre, la pel·lícula no es veu potenciada per la participació dels seus dos actors, la manca de joc dimensional i desencarnat i diàlegs artificials, de vegades risibles».